# CNN
Cable News Network (CNN) je multinacionalna  novičarska televizijska postaja in spletišče s sedežem v Atlanti, Georgija, ZDA. Leta 1980 sta ga ustanovila ameriški medijski lastnik Ted Turner in Reese Schonfeld kot 24-urni kabelski kanal, danes pa je v lasti manhattanskega medijskega konglomerata Warner Bros. Discovery (WBD). CNN je bil prvi televizijski kanal, ki je zagotavljal 24-urno pokrivanje z novicami in prvi kanal z izključno novicami v Združenih državah.
Februarja 2023 je imel CNN 80 milijonov naročniških gospodinjstev. Junija 2021 je bil po gledanosti na tretjem mestu za Fox News in MSNBC, s povprečno 500.000 gledalci, kar je bil 49-odstotni upad glede na predhodno leto, pri čemer je gledanost močno upadla pri vseh kabelskih novičarskih omrežjih. Globalno program CNN prek CNN International dosega gledalce v več kot 212 državah in ozemljih, vendar je od maja 2019 mednarodno pokrivanje novic zaradi zmanjševanja stroškov prevzela ameriška različica. Ameriška različica, včasih imenovana tudi CNN (US), je na voljo tudi v Kanadi, na nekaterih karibskih otokih in na Japonskem, kjer so jo začeli oddajati leta 2003 kot CNNj s hkratnim prevajanjem v japonščino.